# Rico
Rico – miasto w Stanach Zjednoczonych, w stanie Kolorado, w hrabstwie Dolores.